# 調布村
調布村（ちょうふむら）は東京都の西部、西多摩郡に属していた村。

## 地理
現在の青梅市の南部に位置する。
- 河川：多摩川

## 歴史
古くから織物産地として栄え、その業者も多く調布と名づけたといわれる。

### 村域の変遷
- 1889年（明治22年）4月1日 - 町村制施行により、下長淵村、上長淵村、駒木野村、友田村、千ヶ瀬村、河辺村が合併し神奈川県西多摩郡調布村が成立する。
- 1893年（明治26年）4月1日 - 西多摩郡が南多摩郡、北多摩郡とともに東京府へ編入する。
- 1943年（昭和18年）7月1日 - 東京都制施行。
- 1951年（昭和26年）4月1日 - 青梅町、霞村との合併により青梅市が発足。調布村は消滅。

変遷表
| 1868年 以前 | 1868年 以前 | 明治22年 4月1日 | 昭和26年 4月1日 | 現在   |
| ----------- | ----------- | --------------- | --------------- | ------ |
|             | 千ケ瀬村    | 調布村          | 青梅市          | 青梅市 |
|             | 河辺村      | 調布村          | 青梅市          | 青梅市 |
|             | 上長淵村    | 調布村          | 青梅市          | 青梅市 |
|             | 下長淵村    | 調布村          | 青梅市          | 青梅市 |
|             | 友田村      | 調布村          | 青梅市          | 青梅市 |
|             | 駒木野村    | 調布村          | 青梅市          | 青梅市 |

## 大字
- 千ヶ瀬（ちがせ）
- 河邊（かべ）
- 上長淵（かみながぶち） - 現在の長淵5〜9丁目
- 下長淵（しもながぶち） - 現在の長淵1〜4丁目
- 友田（ともだ）
- 駒木野（こまきの） - 現在の駒木町（こまきちょう）。

## 行政
歴代村長
- 細谷時平 1889年6月 - 1890年3月[2]
- 三田左内 1890年5月 - 1893年7月[2]
- 細谷時平 1893年9月 - 1897年9月[2]
- 榎本政次郎 1898年4月 - 1901年3月[3]
- 三田賢吾 1901年3月 - 1911年7月[3]
- 林国次郎（村長臨時代理） - 1912年4月 - 1914年11月[3]
- 岩浪馬二郎 - 1914年11月 - 1918年11月[3]
- 三田賢吾 1918年11月 - 1923年3月[3]
- 浜中丈之助 1923年4月 - 1927年12月[3]
- 久保庄次郎 1928年2月 - 1932年2月[3]
- 岩浪光二郎 1932年2月 - 1945年11月[3]
- 川杉仙太郎 1945年11月 - 1947年4月[3]
- 田中文吉 1947年4月 - 1949年3月[3]
- 中丸太平 1949年4月 - 1951年3月[3]

歴代助役
- 宇津木栄三郎 1889年7月 - 1890年3月[2]
- 宇津木盛太郎 1890年10月 - 1893年9月[2]
- 三田賢吾 1893年10月 - 1894年10月[2]
- 榎本政次郎 1895年7月 - 1898年4月[3]
- 細谷道太郎 1898年6月 - 1905年5月[3]
- 中村準一郎 1905年5月 - 1909年5月[3]
- 細谷道太郎 1909年5月 - 1912年4月[3]
- 久保庄次郎 1914年12月 - 1918年12月[3]
- 細谷道太郎 1919年1月 - 1920年8月[3]
- 小山幸助 1920年9月 - 1924年9月[3]
- 久保庄次郎 1924年9月 - 1932年2月[3]
- 川杉仙太郎 1932年2月 - 1945年11月[3]
- 三田亨 1936年7月 - 1946年11月[3]
- 高野吉雄 1947年1月 - 1951年3月[3]

## 人口・世帯

### 人口
総数 [単位： 人]
| 1913年（大正2年）  | 6,002 |
| 1920年（大正9年）  | 5,901 |
| 1925年（大正14年） | 6,702 |
| 1930年（昭和5年）  | 6,922 |
| 1935年（昭和10年） | 7,267 |
| 1940年（昭和15年） | 7,454 |
| 1947年（昭和22年） | 9,519 |
| 1950年（昭和25年） | 9,954 |

### 世帯
総数 [単位： 世帯]
| 1913年（大正2年）  | 789   |
| 1920年（大正9年）  | 1,014 |
| 1925年（大正14年） | 1,090 |
| 1930年（昭和5年）  | 1,100 |
| 1935年（昭和10年） | 1,152 |
| 1940年（昭和15年） | 1,214 |

## 登場作品
- 小泉八雲が『怪談』で紹介した雪女伝説は調布村を舞台としている。
- 推敲堂「ほとり川」人生交差点第三部「禁断の扉」（ネクパブ・オーサーズプレス　ISBN 978-4802078511）：作品中に、「青梅駅から南東に歩いて崖を降り、多摩川を千ヶ瀬の渡し場から小舟に乗って越えた」という情景が描かれている。また、渡し船のなかで小泉八雲の雪女に言及する場面もある。